# Pergung
Pergung is een bestuurslaag in het regentschap Jembrana van de provincie Bali, Indonesië. Pergung telt 4143 inwoners (volkstelling 2010).